# Škrdlovice
Škrdlovice (německy Skerdlowitz) jsou obec v okrese Žďár nad Sázavou v Kraji Vysočina. Žije zde 714 obyvatel.

## Název
Název obce pochází z doby kolonizace a je vztahován k osobnímu jménu osazovatele Skrle, odtud Skrlovice. Jazykovým vývojem bylo doplněno písmeno „d“ čímž vznikl název Škrdlovice s pěti samostatně stojícími souhláskami na začátku slova.

## Historie
První písemná zmínka o obci pochází z roku 1454.

## Sklárna
Sklářskou huť Beránek na hutnicky zpracované sklo, později označovanou Sklárna Škrdlovice, založil roku 1941 sklář Emanuel Beránek (1899–1973) se svými bratry Jindřichem, Bohuslavem a Josefem při vlastním domě; ve výrobě pokračoval také jeho syn. V roce 1948 byla sklárna znárodněna, od roku 1952 ji převzalo Ústředí lidové a umělecké výroby (ÚLUV) pro speciální, rukodělné zpracování skla. Mezi skláři se vystřídalo několik významných mistrů (například Jaroslav Svoboda, František Vízner, Jan Brož). Výroba volně tvarovaného hutního skla trvá skončila v roce 2000. Sklářská výroba však pokračuje v nedaleké obci Karlov, kde v roce 1990 založil sklárnu Jaroslav Svoboda.

## Obyvatelstvo
| Rok            | 1869 | 1880 | 1890 | 1900 | 1910 | 1921 | 1930 | 1950 | 1961 | 1970 | 1980 | 1991 | 2001 | 2011 | 2021 |
| -------------- | ---- | ---- | ---- | ---- | ---- | ---- | ---- | ---- | ---- | ---- | ---- | ---- | ---- | ---- | ---- |
| Počet obyvatel | 834  | 851  | 778  | 762  | 753  | 704  | 664  | 558  | 607  | 559  | 570  | 574  | 579  | 624  | 670  |
| Počet domů     | 106  | 108  | 109  | 110  | 112  | 108  | 111  | 138  | 137  | 145  | 154  | 188  | 204  | 226  | 244  |

## Obecní správa

### Obecní symboly
Znak a vlajka byly obci uděleny rozhodnutím předsedy Poslanecké sněmovny Parlamentu České republiky dne 19. února 1998.

## Školství
- Základní škola a Mateřská škola Škrdlovice

## Sport
Motocyklová soutěž o Cenu Žďárských vrchů byla ve Škrdlovicích založena v srpnu roku 1973 na okruhu dlouhém 3,08 km. 

## Pamětihodnosti
- Kaple sv. Cyrila a Metoděje – moderní stavba; základní kámen k ní roku 1998 požehnal papež Jan Pavel II.
- Staletá lípa – bizarně vyhlížející 15 m vysoký dutý kmen lípy velkolisté má v prsní výšce obvod 650 cm. Lípa stojí v nejstarší části obce u č.p. 13, při pravděpodobné trase Libické stezky, nejstarší spojnice mezi Prahou a Brnem, nazývané též knížecí. K lípě se váže pověst o zakladateli obce, uhlíři Skrlovi, který měl tuto lípu zasadit při založení obce. Kronikář v místní kronice napsal v roce 1930 o lípě odumírající, neboť blesk jí srazil korunu. Dnes má lípa nasazen nový vrch a kmenovou dutinou rostou vnitřní kořeny, což svědčí o tom, že se má k světu.
- Kříž– 300 metrů východně od autobusové zastávky směrem na obec Světnov

## Významní rodáci
- 6. září 1888 se v obci narodil Bohuslav Leopold, český houslista, kapelník, hudební skladatel a aranžér († 12. května 1956).
- sklářský rod Beránků

## Galerie

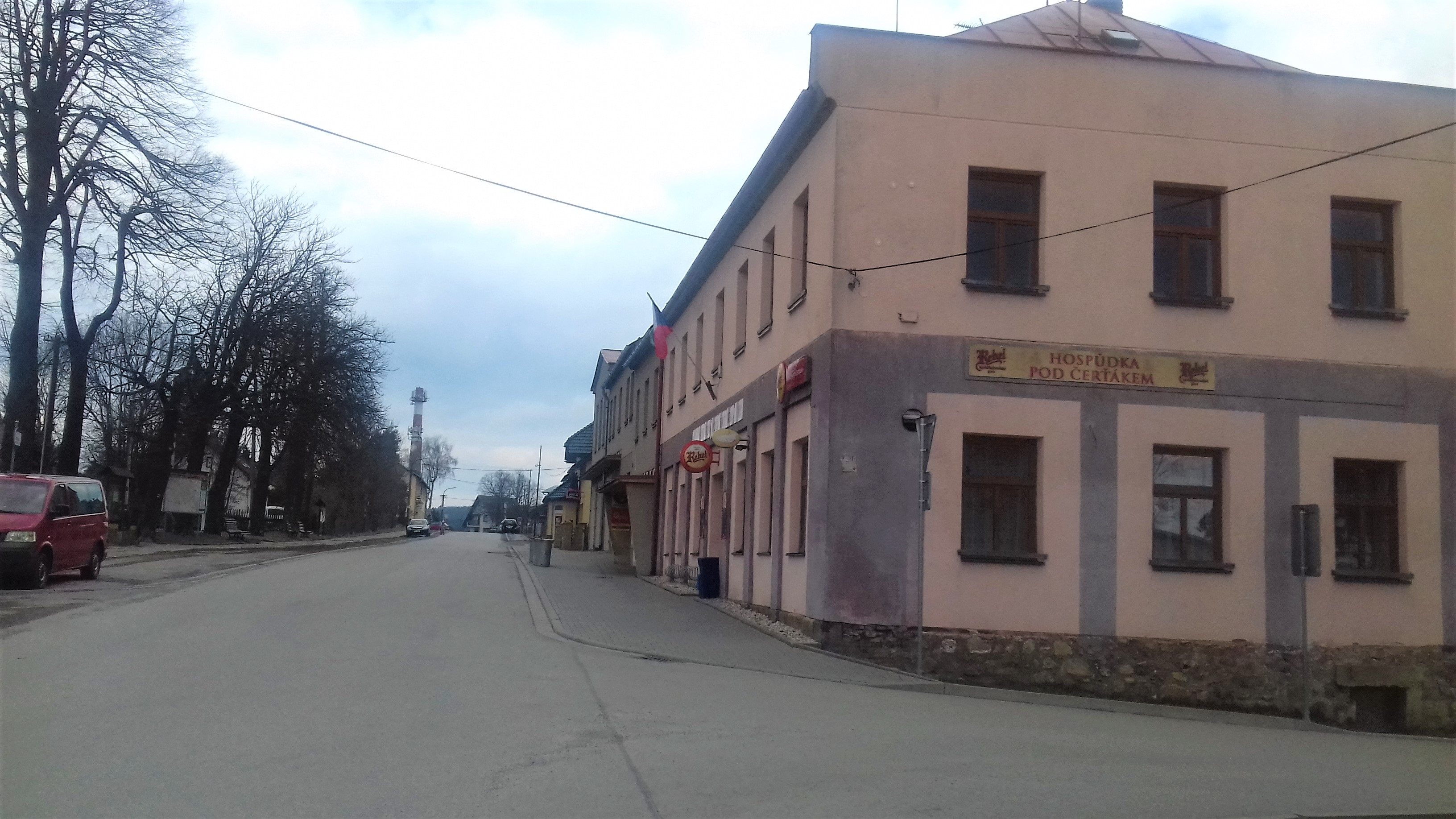
Hospůdka pod Čerťákem
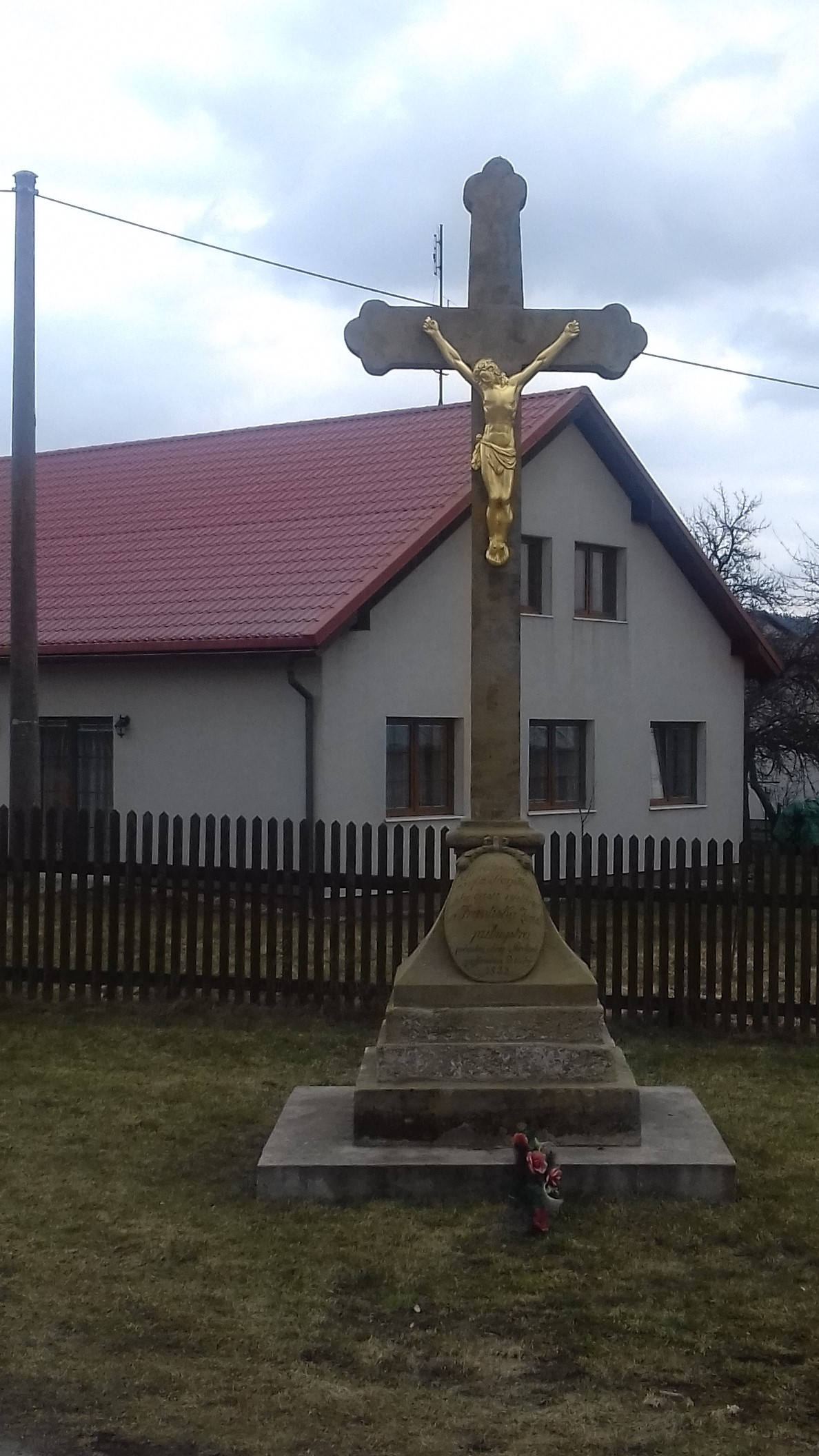
Kříž datovaný 1833
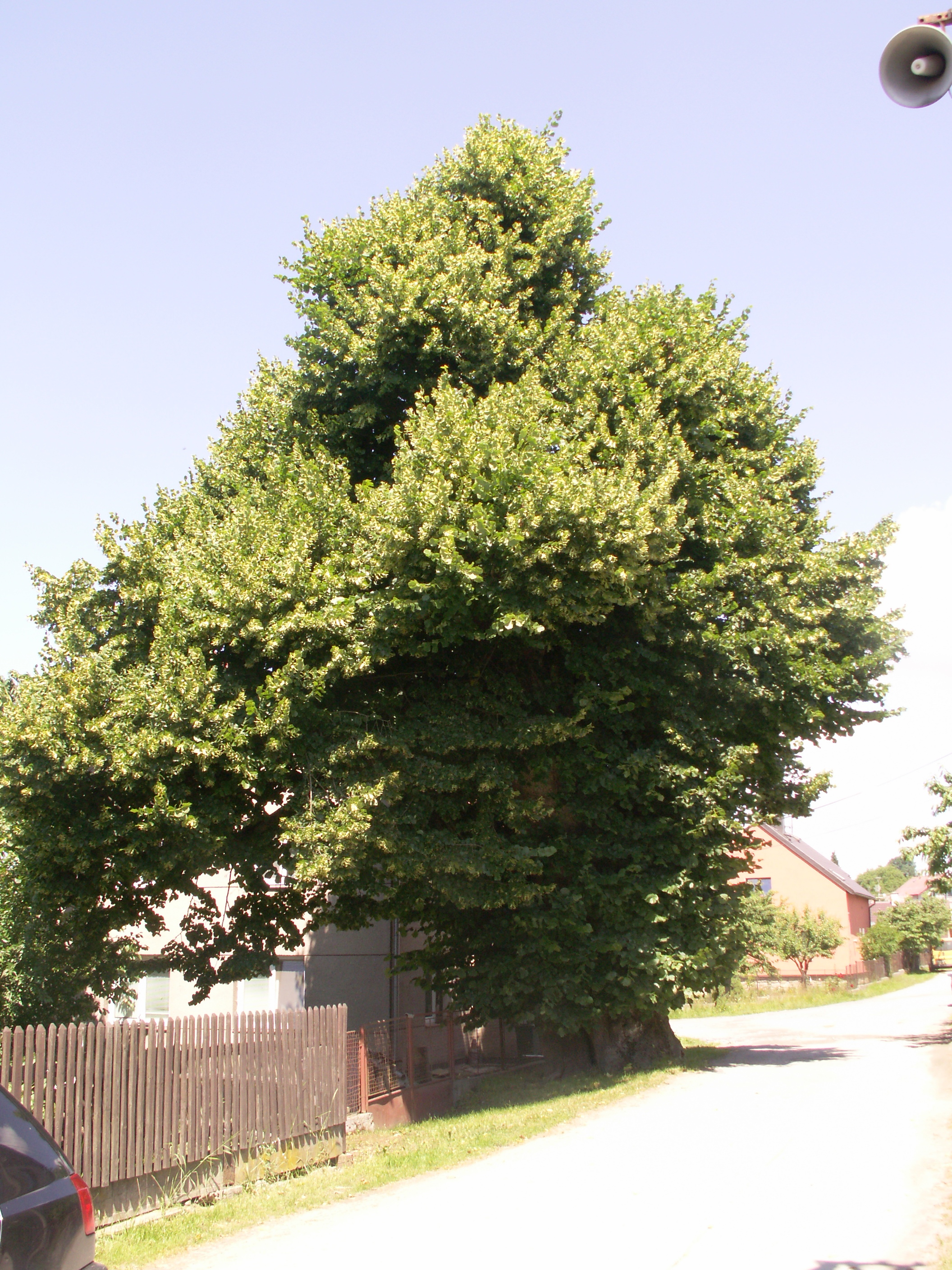
Škrdlovická lípa
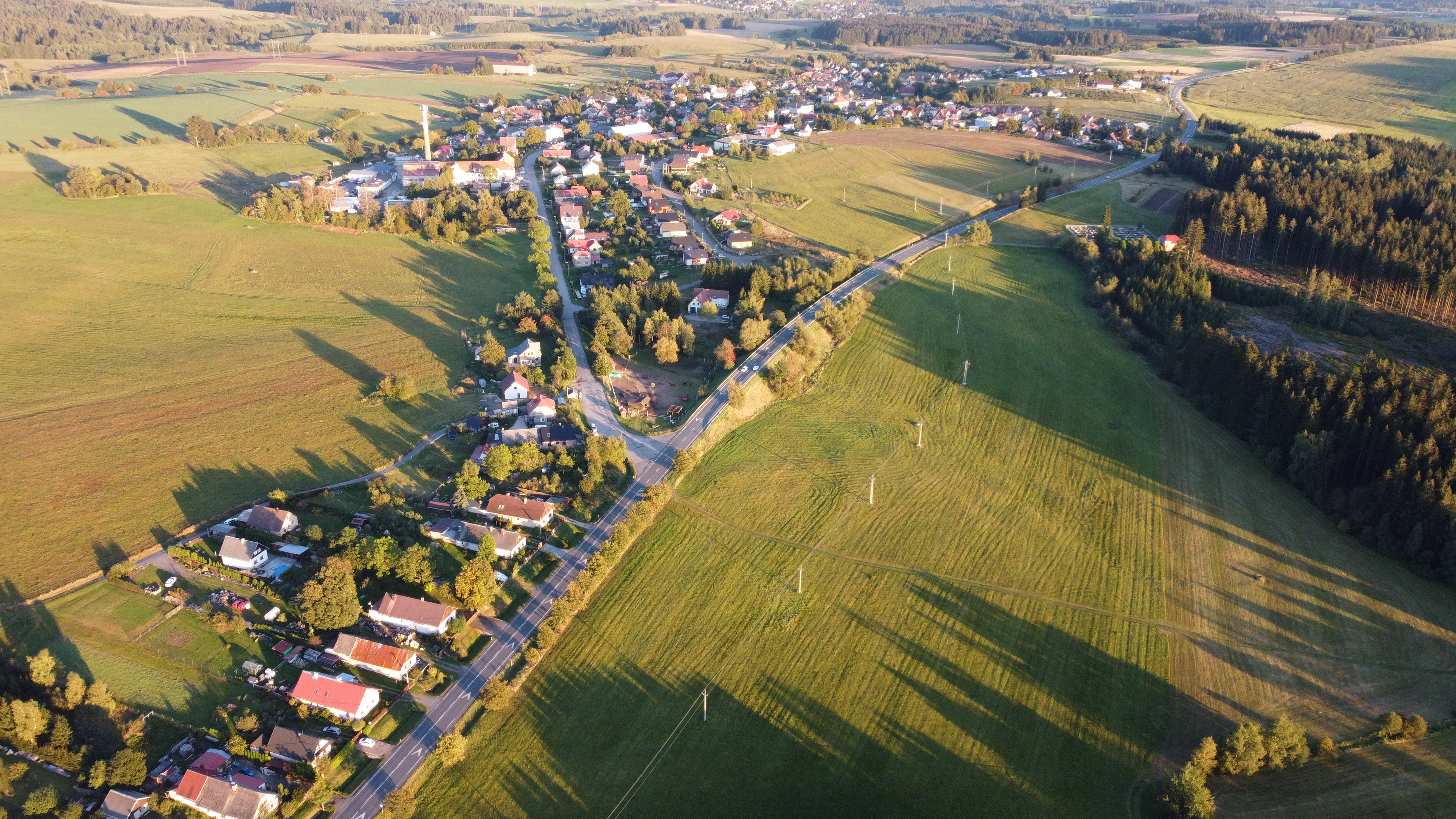
Škrdlovice letecky